# Khökh morit, Govi-Altai
Khökh morit (tiếng Mông Cổ: Хөх морьт) là một sum của tỉnh Govi-Altai ở miền tây Mông Cổ. Vào năm 2009, dân số của sum là 2.461 người.

## Địa lý
Sum có diện tích khoảng 6.314 km2. Trung tâm sum, Sain Ust, nằm cách tỉnh lỵ Altai 210 km và thủ đô Ulaanbaatar 1.211 km.

### Khí hậu
Khökh morit có khí hậu bán khô hạn. Nhiệt độ trung bình hàng năm trong khu vực là 4 °C. Tháng ấm nhất là tháng 7, khi nhiệt độ trung bình là 28 °C và lạnh nhất là tháng 1, với −23 °C. Lượng mưa trung bình hàng năm là 106 mm. Tháng ẩm ướt nhất là tháng 6, với lượng mưa trung bình là 26 mm, và khô nhất là tháng 1, với 1 mm.

## Kinh tế
Sum có một trường học, bệnh viện và khu dịch vụ.